# Porto di Lido-San Nicolò
Il porto del Lido o porto di San Nicolò è l'accesso settentrionale alla laguna di Venezia, a nord di quelli di Malamocco e Chioggia, situato tra Punta Sabbioni e l'isola del Lido, il principale accesso al porto di Venezia per il traffico passeggeri e traghetto.
Il porto, che deve il suo nome alla vicina chiesa di San Nicolò, in cui si conservano le reliquie del patrono dei naviganti, è attualmente protetto da due lunghe dighe foranee, ma sono in corso massicci lavori di risistemazione nell'ambito del progetto MOSE che ne modificheranno radicalmente l'aspetto, con la creazione di una terza diga in mare aperto, di un'isola artificiale e di un bacino laterale per consentire l'accesso anche quando saranno in funzione gli sbarramenti contro le acque alte.

## Storia
L'attuale conformazione della bocca di porto è frutto della progressiva formazione della lunga penisola-lido di Punta Sabbioni, a seguito della deviazione del corso dei fiumi Sile e Piave, le cui foci vennero allontanate dalla Repubblica di Venezia per prevenire l'interramento della parte settentrionale della laguna.
Prima della formazione di questa nuova penisola sabbiosa in questa zona della laguna erano presenti tre accessi ravvicinati al mare, rispettivamente:
1. tra l'isola del Lido e quella delle Vignole;
2. tra questa e la prospiciente Sant'Erasmo;
3. tra Sant'Erasmo e la cittadina di Treporti, limite settentrionale della laguna.

Le attuali isole delle Vignole e di Sant'Erasmo erano quindi in origine le isole-lido che separavano la laguna dall'Adriatico. Il porto del Lido costituiva all'epoca della Serenissima il principale accesso al mare della città di Venezia e per tale motivo la Repubblica provvide a difenderlo con imponenti fortificazioni: il forte di San Nicolò ed il forte di Sant'Andrea, cui si aggiunse in epoca austriaca la Torre Massimiliana.
Per la sua importanza il porto era costantemente sorvegliato da un servizio di fuste al comando dell'Ammiraglio del Lido. Inoltre, qui venne eretta una chiesa per conservare le spoglie di san Nicolò, patrono dei naviganti, e sempre qui, nelle acque prospicienti la chiesa, era usanza tenere la tradizionale cerimonia dello Sposalizio del Mare, durante la Festa della Sensa.

## Caratteristiche del Porto
| Scheda                 | Scheda |
| ---------------------- | --- |
| Coordinate:            | 45° 25' 18" N, 12° 26' 00" E coordinate |
| Tipo:                  | porto-canale |
| Fondale:               | 12 m |
| Fari e fanali::        | - 4152 (E 2480) - faro a lampi lunghi bianchi, grp. 2, periodo 12 sec., portata 15 miglia, sull'estremità della diga nord; - 4153 - fanale a lampi verdi, grp. 2, periodo 8 sec., portata 7 miglia, sul terrazzo superiore del faro precedente; - 4164 (E 2484) - fanale a lampi rossi, grp. 2, periodo 8 sec., portata 8 miglia, sull'estremità della diga sud; - 4177 (E 2486) - faro a lampi bianchi, periodo 3 sec.; - 4177.1 (E 2486.1) - faro a luce intermittente bianca, periodo 6 sec., portata 17 miglia. |
| Pericoli e avvertenze: | Presenza di bassi fondali ai lati del canale navigabile e nebbie fitte invernali. I canali lagunari non portuali, segnalati da bricole che da qui si dipartono, non sono generalmente forniti di segnalamenti luminosi: difficoltoso l'accesso nelle ore notturne. Il canale navigabile è attraversato da servizi di linea su motonave. |
| Venti prevalenti:      | bora e scirocco. |